# Блашко, Дарья Сергеевна
Дарья Сергеевна Блашко (род. 28 января 1996, Новополоцк, Витебская область) — белорусская и украинская биатлонистка, участница Кубка мира в составе сборной Республики Беларусь и Украины, бронзовый призер Чемпионата мира по биатлону в Поклюке 2021 в эстафете, двукратная чемпионка мира среди юниоров, обладательница юниорского кубка IBU.

## Карьера
Занимается биатлоном с 2006 года, тренировалась в СДЮШОР-2 в Новополоцке и Училище олимпийского резерва в Витебске. Первые тренеры — Борис Федорович и Раиса Яковлевна Воробьевы, личный тренер в настоящее время (2016) — Махлаев Владимир Анатольевич.

### Юниорская карьера
Выступает в международных турнирах с 2012 года. Первым крупным турниром для спортсменки стал чемпионат мира среди юниоров 2013 года в Обертиллиахе, на котором Дарья ни в одной из трёх гонок не смогла попасть в топ-30. На юниорском чемпионате Европы 2014 в Нове-Место-на-Мораве Дарья тоже выступила неудачно.
На чемпионате мира среди юниоров 2015 года, проходившем в белорусских Раубичах, Блашко стала двукратной чемпионкой среди спортсменок до 19 лет. Она одержала победы в спринте и в эстафете, в команде с Анной Сола и Динарой Алимбековой. В индивидуальной гонке Дарья была 17-й, а в гонке преследования допустила ошибку на огневом рубеже и получила 10-минутный штраф, в результате была отодвинута на 56-е место.
В сезоне 2015/16 участвовала в соревнованиях вновь созданного юниорского Кубка IBU и одержала победу в его общем зачёте. В этом же сезоне участвовала в чемпионатах мира и Европы среди юниоров, но не поднималась выше десятого места.
Неоднократно завоёвывала медали на первенствах Белоруссии среди девушек по биатлону и летнему биатлону, в том числе стала абсолютной победительницей среди спортсменок до 19 лет в 2015 году, выиграв спринт, гонку преследования и индивидуальную гонку, а также побеждала в спринте, гонке преследования и эстафете среди девушек в летнем биатлоне (2014).

### Взрослая карьера
На чемпионате Белоруссии по летнему биатлону 2015 года выиграла серебряную и бронзовую медаль (проводились две спринтерские гонки).
В Кубке IBU Дарья Блашко впервые приняла участие в сезоне 2014/15 на этапе в Валь-Риданна, в спринте заняла 55-е место, а в гонке преследования набрала свои первые очки, финишировав 27-й. В сезоне 2015/16 приняла участие в одной гонке Кубка IBU, в той же Валь-Риданне, заняла 21-е место в спринте.
Дебютировала на Кубке мира в феврале 2016 года на этапе в Кэнморе, где заняла 48-е место в спринте и 19-е в сингл-миксте.

### Переход в сборную Украины
Летом 2017 года появилась информация о том, что Дарья Блашко может перейти в сборную Украины из-за разногласий с руководством Белорусской Федерации биатлона. По словам Дарьи, в ней не видели перспективу, и она больше не будет выступать за Беларусь.
В феврале 2018 года Блашко официально получила карантин, после которого она может представлять Украину с марта 2019 года.
В 2020 году спортсменка попала в основной состав биатлонной сборной Украины.
8 января 2022 года на пятом этапе Кубка мира сезона 2021/2022 по биатлону в Оберхофе Дарья Блашко заняла 3 место в сингл-миксте, завоевав свою первую медаль в рамках этапов Кубка мира.

## Участие в чемпионатах мира
| Год  | Место проведения | Спринт | Гонка преследования | Индивидуальная гонка | Масс-старт | Эстафета | Смешанная эстафета | Сингл-микст |
| ---- | ---------------- | ------ | ------------------- | -------------------- | ---------- | -------- | ------------------ | ----------- |
| 2021 | Поклюка          | 14     | 24                  | —                    | 29         | 3        | —                  | 4           |

## Личная жизнь
Учится на юридическом факультете Белорусского государственного университета.
С 24 февраля 2022 года, после начала российского военного вторжения, спасаясь от обстрелов, Дарья больше недели провела в подвале в городе Чернигове, в том числе без электричества и газа, при этом в небе постоянно летала боевая авиация, недалеко взрывались бомбы. Позже спортсменка
покинула Украину в качестве беженки, выехав в Словению.